# 卡姆揚斯凱 (梅利托波爾區)
47°3′55″N 35°29′47″E / 47.06528°N 35.49639°E
卡姆揚斯凱（烏克蘭語：Кам'янське）是位於烏克蘭東南部的村莊，由扎波羅熱州梅利托波爾區的泰爾平尼亞市鎮負責管轄。該村處於莫洛奇納河畔，距離皮里盧基夫卡1.5公里，面積0.68平方公里，海拔高度23米，2001年人口292。